# Lương Đĩnh
Lương Đỉnh hay Lương Đĩnh ("Leung Ting" hoặc "Liang Ting", 梁挺) sinh ngày 28 tháng 2 năm 1947, là tiến sĩ, đại cao thủ Vịnh Xuân quyền kế thừa quyền chưởng môn lưu phái Vịnh Xuân quyền Hồng Kông từ Diệp Vấn tiên sinh. Ông đã và đang truyền dạy Vịnh Xuân ra khắp thế giới, phát triển nhiều môn sinh nhất là ở Hungary. Qua CNN phỏng vấn Lương Đỉnh đã từng được coi là "Vịnh Xuân quyền vương" (Wing Chun Wong hoặc Wongchunwang).

## liên kết ngoài
- Website về Leung Ting